# 班納福克煤公司 (肯塔基州)
班納福克煤公司（英語：Banner Fork Coal Company）是位於美國肯塔基州哈倫縣的一個鬼鎮。

## 地理
班納福克煤公司所處的海拔為高於海平面376米（即1234英呎），而該地所採用的時區為UTC-5，即北美東部時區（EST）。同時該地設有夏令時間，為UTC-5調快一小時，即UTC-4（EDT）。